# Verdensmesterskabet i fodbold 2014 - finalen
Finalen om verdensmesterskabet i fodbold 2014 var den 20. finale siden turneringens etablering i 1930. Den blev spillet den 13. juli 2014 foran 74.738 tilskuere på Maracanã i Rio de Janeiro, og skulle finde vinderen af VM i fodbold 2014. De deltagende hold var Tyskland og Argentina. Tyskland vandt kampen med 1-0 efter forlænget spilletid. Dette var fjerde gang tyskerne blev verdensmestre.
Kampen blev ledet af den italienske dommer Nicola Rizzoli, hvilket var hans fjerde kamp i turneringen.

## Kampen

### Detaljer
| 13. juli 2014 16:00 UTC−3 |

| Tyskland   | 1 – 0   | Argentina |
| ---------- | ------- | --------- |
| Götze 113' | Rapport |           |

| Maracanã, Rio de Janeiro Tilskuere: 74.738 Dommer: Nicola Rizzoli (England) |

| Tyskland | Argentina |